# Elecciones presidenciales de Estados Unidos de 2004 en Nueva York
La elección presidencial de los Estados Unidos de 2004 en Nueva York tuvo lugar el 2 de noviembre de 2004 y formó parte de las Elecciones presidenciales de Estados Unidos de 2004. Los votantes eligieron a 31 representantes o electores del Colegio Electoral, quienes votaron por  presidente y  vicepresidente.
 Nueva York fue ganado por el candidato demócrata John Kerry con un margen de victoria de 18.3%. Kerry llevó el 58,37 % de los votos al 40,08 % de Bush. Antes de la elección, las 12 organizaciones noticiosas consideraron que este era un estado que Kerry ganaría o, de otro modo, se consideraría como un estado seguro Estados rojos y estados azules. Un  Republicano nominado presidencial fue el último en llevar al estado de Nueva York en 1984. A partir de 2016 esta sigue siendo la última elección presidencial en la que los republicanos ganaron más del 40% de los votos en Nueva York. A pesar de ser un «estado azul seguro», esta fue la mejor demostración para un candidato republicano en Nueva York desde 1988. Esto puede atribuirse en gran parte al mayor apoyo al presidente Bush después de los ataques del 11 de septiembre.
- Datos: Q7892961
- Multimedia: United States presidential election in New York, 2004 / Q7892961